# Municipio de Santa María Texcatitlán
El municipio de Santa María Texcatitlán es uno de los 570 municipios del estado mexicano de Oaxaca. Su cabecera es la localidad de Santa María Texcatitlán.

## Geografía
El municipio de Santa María Texcatitlán colinda al norte con el municipio de San Pedro Jocotipac, al oeste con el municipio de Santiago Apoala, al sur con el municipio de Santa María Apazco, y al este con los municipios de San Pedro Jaltepetongo y Valerio Trujano.

## Localidades
El municipio de Santa María Texcatitlán cuenta con tres localidades.
| Localidad               | Población (2020) |
| ----------------------- | ---------------- |
| Santa María Texcatitlán | 882              |
| El Mirador              | 10               |
| El Palmar               | 4                |

## Gobierno
| Presidente municipal         | Periodo   | Partido | Partido                              |
| ---------------------------- | --------- | ------- | ------------------------------------ |
| Teófilo Hernández            | 1960      |         | Partido Revolucionario Institucional |
| Alberto Jiménez              | 1961      |         | Partido Revolucionario Institucional |
| Anselmo Hernández Cruz       | 1962      |         | Partido Revolucionario Institucional |
| Feliciano Hernández          | 1963      |         | Partido Revolucionario Institucional |
| Juan Colmenares              | 1964      |         | Partido Revolucionario Institucional |
| Feliciano Hernández Jiménez  | 1965      |         | Partido Revolucionario Institucional |
| Victoriano Rayón             | 1966-1968 |         | Partido Revolucionario Institucional |
| Juan Cruz López              | 1969-1971 |         | Partido Revolucionario Institucional |
| Cirilo Hernández             | 1972-1974 |         | Partido Revolucionario Institucional |
| Nicolás Hernández Peralta    | 1975-1977 |         | Partido Revolucionario Institucional |
| Fidel Hernández Jiménez      | 1978-1980 |         | Partido Revolucionario Institucional |
| Marcelino Hernández Jiménez  | 1981      |         | Partido Revolucionario Institucional |
| José Arenas Rodríguez        | 1982-1983 |         | Partido Revolucionario Institucional |
| Margarito Hernández Allende  | 1984-1986 |         | Partido Revolucionario Institucional |
| Ignacio Cruz Hernández       | 1987-1989 |         | Partido Revolucionario Institucional |
| Andrés Hernández Hernández   | 1990-1992 |         | Partido Revolucionario Institucional |
| Emeterio E. Rodríguez Salina | 1993-1995 |         | Partido de la Revolución Democrática |
| Luis Cruz Hernández          | 1996-1998 |         | Partido de la Revolución Democrática |
| Apolinar Jiménez             | 1999-2000 |         | Partido de la Revolución Democrática |
| Arnulfo Hernández Gaytán     | 2000-2001 |         | Partido de la Revolución Democrática |
| Marcelino Hernández Carrera  | 2002-2004 |         | Partido de la Revolución Democrática |
| Victoriano Jiménez Pérez     | 2005-2007 |         | Partido de la Revolución Democrática |
| Catarino Carrera Hernández   | 2008-2010 |         | Partido de la Revolución Democrática |
| Félix Jiménez Rodríguez      | 2011-2013 |         | Partido de la Revolución Democrática |
| Desiderio Zárate Gaytán      | 2014-2016 |         | Partido de la Revolución Democrática |
| Madai Hernández Jiménez      | 2017-2018 |         | Partido de la Revolución Democrática |
| Lourdes Hernández Menchaca   | 2019-2021 |         | Partido Revolucionario Institucional |
| Herminio Hernández Cruz      | 2022-2024 |         | Movimiento Regeneración Nacional     |